# Jan Długosz
Jan Długosz (în latină Ioannes Dlugossius, Longinus, n. 1 decembrie 1415, Stara Brzeźnica d. 19 mai 1480, Cracovia) a fost un cronicar polonez, istoric, creatorul uneia din cele mai semnificative opere de istoriografie medievală a Europei, arhiepiscop, geograf, diplomat, educatorul fiilor regelui Cazimir al IV-lea.

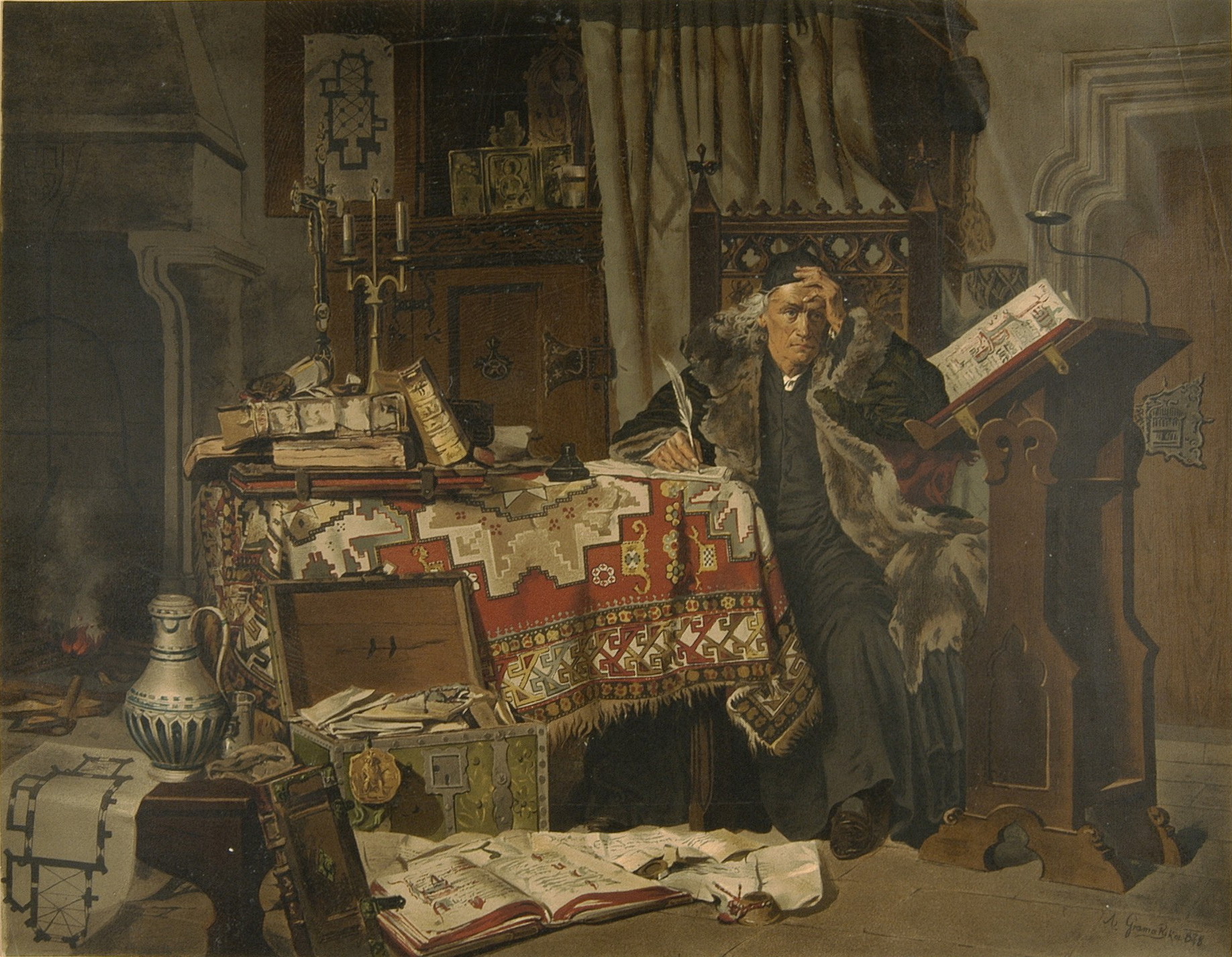
Jan Długosz

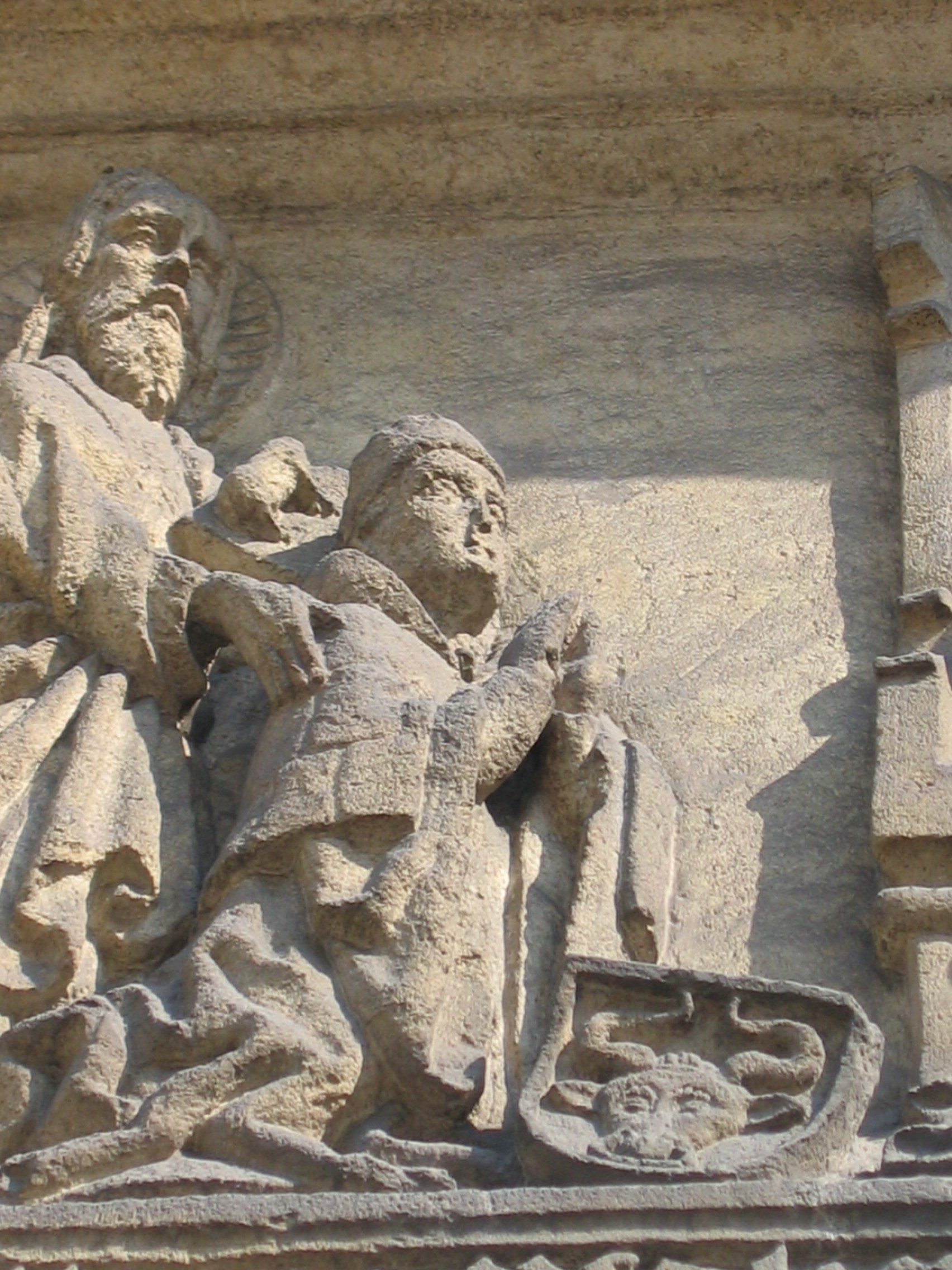
Jan Długosz, placa fundației din Cracovia

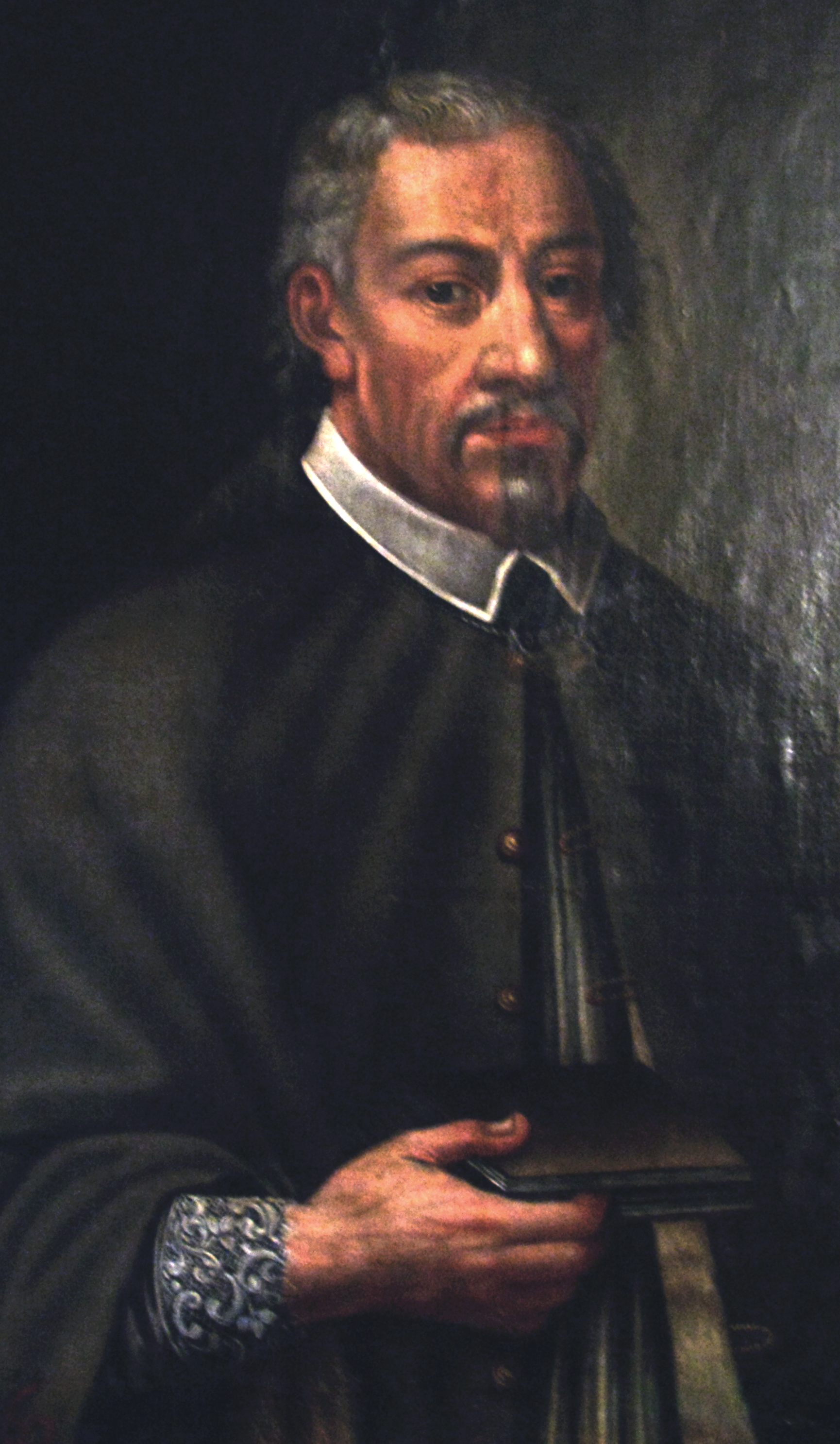
Portretul lui Jan Długosz în secolul al XVIII-lea

## Biografie
S-a născut în 1415 în Stara Brzeźnica, într-o familie din clasa de mijloc a nobilimii poloneze, ca fiu al lui Jan Długosz de Niedzielska și al Beatei, fiica lui Martin.
Tatăl, Jan Długosz din Niedzielska, care s-a distins în Bătălia de la Grunwald, a avut 12 copii cu două soții, dintre care trei fii au purtat numele de Jan. Cel care se va înscrie mai târziu în istorie ca un părinte al istoriografiei poloneze și-a început studiile în școala parohială din Nowy Korczyn, unde tatăl său a fost staroste din 1421. Apoi, timp de trei ani a studiat la Universitatea din Cracovia.
În 1434 unchiul lui Długosz, primul pastor la Klobuck, l-a numit pe el să preia funcția de canonic al bisericii Sf. Martin din Klobuck. Orașul făcuse parte din teritoriul Opole din Silezia, dar fusese recent cucerit de Władysław al II-lea Jagiello.  
Dlugosz a plecat de la universitate fără dobândirea vreunei diplome și ca notar public a mers la episcopul de Cracovia, Zbigniew Oleśnicki, devenind asociat al său de încredere, secretar și cancelar între 1433 - 1455. În 1436 a fost canonic în Cracovia.
Fiind un bun negociator și diplomat respectat, el a fost trimis de către regele Cazimir al IV-lea în misiuni diplomatice la curtea papală și imperială, și a fost implicat în negocierile regelui cu Cavalerii Teutoni în timpul Războiului de treisprezece ani (1454-1466) și la negocierile de pace. A participat la multe dintre ambasadele străine: în 1449 la Roma, în 1467 în Boemia, în 1469 în Ungaria, în 1478 la Visegrad. 
În 1450 Długosz a fost trimis de regina Poloniei Sophia de Halshany și regele Cazimir pentru a purta negocieri de pace între Ioan de Hunedoara și nobilul Jiskra Jan de Brandys, suveranul Boemiei, și după șase zile de discuții i-a convins să semneze un armistițiu.
În 1455, la Cracovia a izbucnit un mare incendiu care a distrus o mare parte din oraș și castel, dar a cruțat casa lui Długosz.

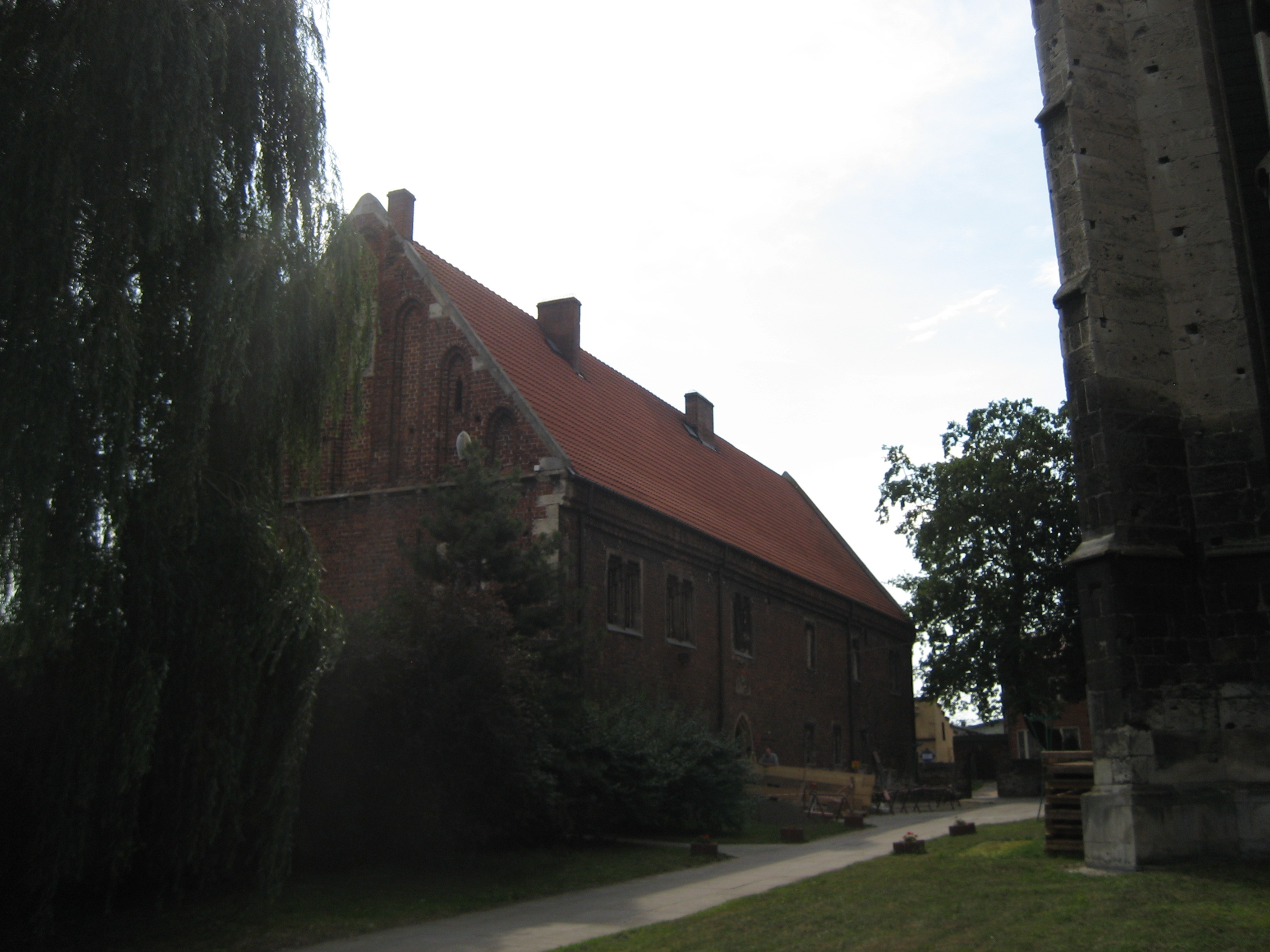
Casa lui Jan Długosz's din Wiślica, construită de el în 1460

În 1461 o delegație poloneză care l-a inclus pe Długosz s-a întâlnit cu emisarii lui George de Poděbrady în Beuthen (Bytom), Silezia. După șase zile de discuții, s-a ajuns la concluderea unei alianțe între cele două facțiuni. În 1466 Długosz a fost trimis la legatul din Breslau (Wrocław), Silezia, în scopul de a încerca să obțină garanția că legatul nu a fost părtinitor în favoarea Cavalerilor Teutoni. Misiunea a avut succes, și a fost încredințat în 1467 cu educația fiului regelui.
Długosz a refuzat oferta de a deveni arhiepiscop de Praga, dar la scurt timp înainte de moartea sa a fost numit arhiepiscop de Liov. Această numire a fost confirmată de papa Sixtus al IV-lea la 2 iunie 1480, două săptămâni după moartea sa. A murit pe 19 mai 1480, la Cracovia, și a fost îngropat în Biserica Sf. Arhanghel Mihail și Sfântul Stanislav.
Autor a numeroase publicații istorice, printre care cea mai faimosă lucrare este  Annales seu cronicae incliti Regni Poloniae (Analele sau cronicile faimosului regat polonez), care acoperă evenimentele din sud-estul Europei, dar și din Europa de Vest, între 965 - 1480, anul în care a murit. În compoziția acestei lucrări intră și "Chorographia Regni Poloniae", care este un document unic pentru timpul său, descriind o imagine mai exactă a Pământului, și mai ales hidrografia teritoriului polonez, și confirmă cunoștințele uimitoare și versatilitatea pe care le-a avut Jan Długosz.
El a fost și fondator al bisericilor Sf. Bartolomeu, în Chotel Czerwonym, Biserica Sfinților Martin și Margareta în Klobuck, St Maria Magdalena în Szczepanów, Sf. Margareta Fecioară și Muceniță în  Raciborowice, și Fecioara Maria, în Odechowie.

## Jan Dlugosz despre Ștefan cel Mare
Cronicarul polonez oferă unul din izvoarele primare scrise despre viața și înfăptuirile voievodului Moldovei Ștefan cel Mare. 
Astfel, despre caracterul domnului, el scrie:
 O, bărbat minunat, cu nimic mai prejos decât comandanții eroici, de care atâta ne mirăm! În zilele noastre, câștigă el, cel dintâi dintre principii lumii, o strălucită biruință asupra turcilor. După a mea părere, el este cel mai vrednic să i se încredințeze conducerea și stăpânirea lumii și mai ales cinstea de comandant împotriva turcilor, cu sfatul, înțelegerea și hotărârea tuturor creștinilor, de vreme ce ceilalți regi și principi catolici își petrec timpul numai în trândăvii sau în războaie civile. 
Despre bătălia de la Vaslui:
 Marți, în 17 ianuarie, Ștefan, voievodul Moldovei, înfrânse într-un mare măcel oastea de 120.000 de oameni a lui Mahomed, căruia îi dăduseră și muntenii ajutor, după ce le supusese țara. A dat Ștefan această luptă lângă mocirla Racovăț și râul Bârlad, cu oastea sa și cu 5.000 de secui, a căror țară, rupând-o din regatul Ungariei, și-o supusese sieși. Dar învingerea a costat și pe ai săi; căci toate șirurile dinainte, în care se aflau și secui, fură zdrobite de turci și amenința o mare primejdie, până când Ștefan se aruncă el însuși în mijlocul turcilor, nebuni de bucuria învingerii și, cu puterea minunată a lui Dumnezeu, nimici cetele turcești, având abia vreo 40.000 de luptători, din care cea mai mare parte erau țărani. 
}}

## Creația
Długosz nu a fost mulțumit să repete declarațiile făcute de alți cronicari, ci a examinat el însuși cele mai vechi izvoare polone, boeme, maghiare, rutene, ca și documentele germane, iar pentru a le înțelege pe deplin a studiat, la bătrânețe, mai multe limbi străine. Lucrările sale oferă materiale abundente și de încredere, nu doar pentru Polonia, ci și pentru istoria universală. Fire modestă, el folosește persoana a treia atunci când se menționează pe el însuși în manuscris.

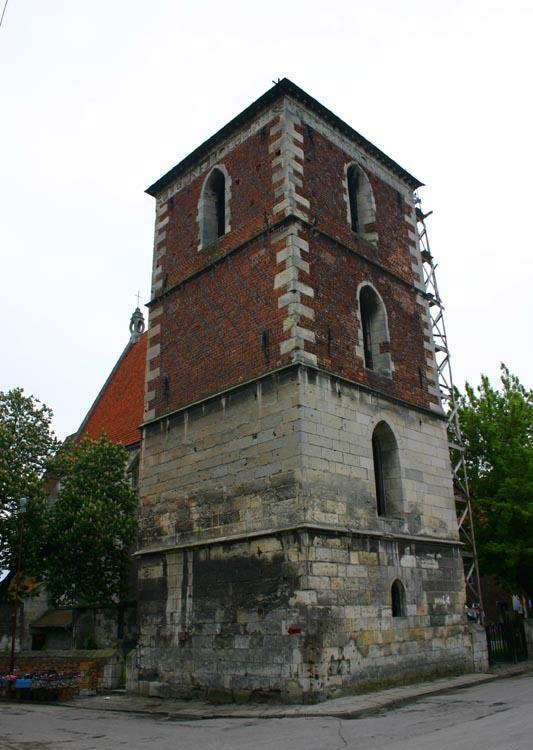
Turnul-clopotniță construit de Jan Długosz între 1460-70 pentru Biserica Fecioara Maria din Wiślica

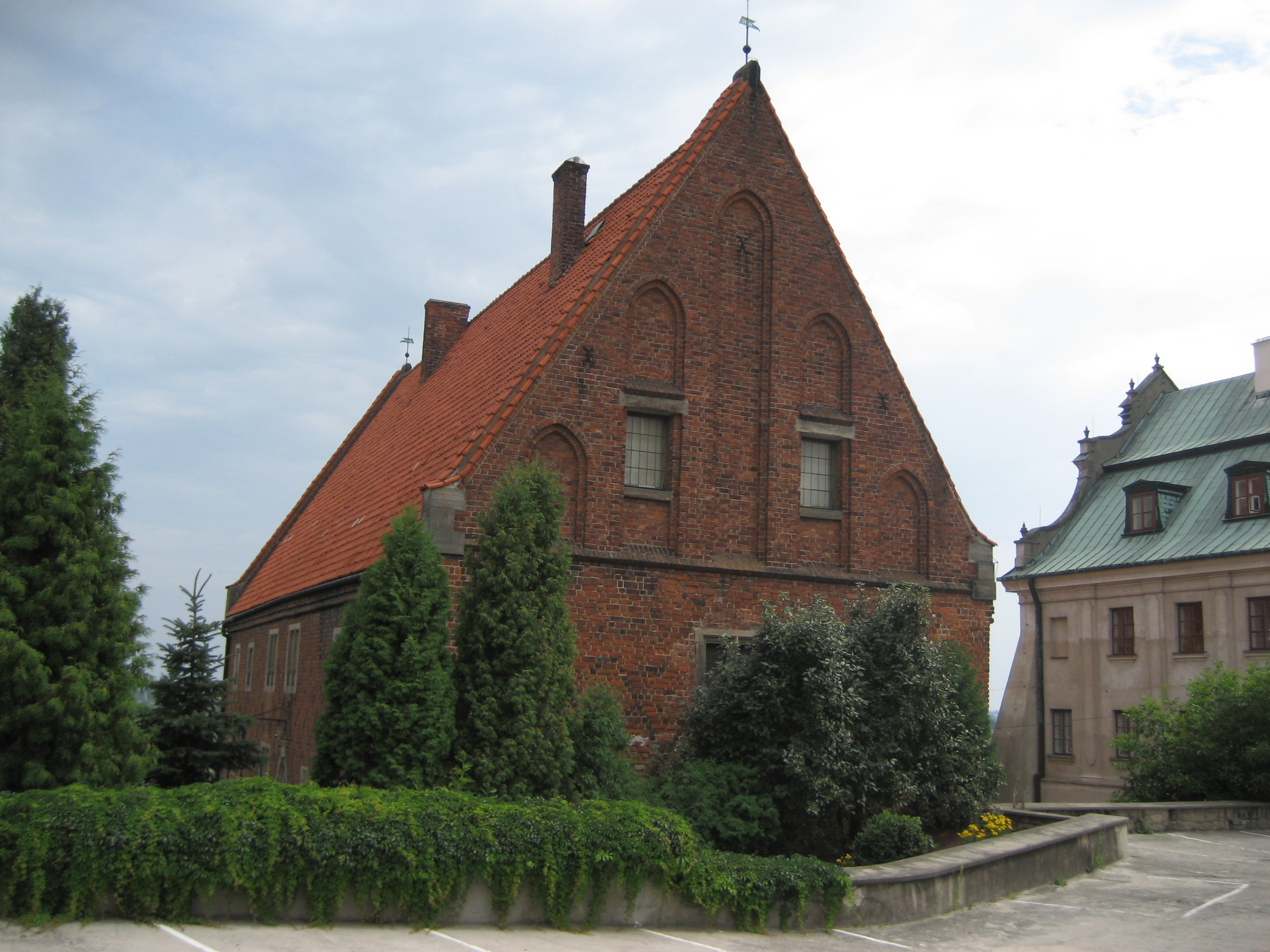
Casa lui Jan Długosz din Sandomierz

El a acordat mai puțină atenție frumuseții stilului decât veridicității afirmației, și a scris într-un mod filozofic, ca unul care a văzut acțiunea și scopurile Providenței în toate evenimentele istorice. Marea lui operă despre istoria Poloniei (Historia Polonica în douăsprezece volume) a fost compusă la comanda prietenului său cardinalul Olesnicki. Lucrările lui Dlugosz au fost publicate pentru prima oară în anul 1614, incomplet, și în ediție completă în 1711. Cea mai bună ediție este considerată cea în paisprezece volume de Carl Mecherzynski: "Joannis Długosz Senioris Canonici Cracoviensis Opera Omnia" (Cracovia, 1863-1887).

## Lucrări
- Banderia Prutenorum (Steagurile teutonilor din Prusia), apar. 1448,  o descriere a blazoanelor teutonilor capturate în Bătălia de la Grunwald.
- Discursul la conferirea pălăriei de cardinal lui Z. Olesnicki, 1 octombrie 1449, publicitat de J. Szujski în  Codex epistolaris saeculi XV, Volumul 1, Partea. 2 (1876), Monumenta Historica Aevi Media, volumul 2, pagina 82.
- Vita S. Stanislai scris între 1460-1465, ("Viața sfântului episcop Stanislau de Cracovia")
- Vita S. Cunegundis scris între 1471-1474, ("Viața Sfintei Cunigunda"), ed. Am Polkowski și Z. Pauli
- Poloniae Episcoporum Vitae, în 6 volume, ("Viața Episcopilor Poloniei"), ed. A. Przezdziecki, Cracovia 1887
  - Vitae Episcoporum  ecclesiae ... Vratislaviensis, ed. FW Sommersberg
  - Vitae Episcoporum Vladislaviensium, 1464-1473,
  - Posnaniensium Episcoporum Vitae,
  - Vitae archiepiscoporum Gnesnensium, 1475
  - Vitae Episcoporum Cracoviensium,
  - Plocensium Episcoporum Vitae,
- Articuli de incorporatione Masoviae 1462, tratatul care justifica dreptul regelui Cazimir pentru încorporarea Mazoviei
- Liber beneficiorum Cracoviensis dioecesis parțile 1-4, 1440-1480
- Lites ac res gestae inter Polonos Ordinemque Cruciferorum (culegere de documente și procesul regatului polonez cu Ordinul), scris între 1440-1480, ed. T. Działyński, vol. 1-3, 1855-1856 Poznań
- Insignia Seu clenodia Regni Poloniae, scris între 1464-1480, (nume și imagini de blazoane nobiliare poloneze)
- Annales seu cronicae incliti Regni Poloniae ( Analele sau cronica faimosului regat polonez ), 12 cărți care descriu istoria poloneză de la originile ei legendare până la 1480, urmată de prima descriere a geografiei Poloniei, "Chorographia", scrisă între 1455-1480; a fost publicată în mai multe ediții parțiale. Prima ediție completă a fost publicată în 1701 - 1703. Ediția completă tradusă în limba poloneză a început în 1961 și s-a finalizat în 2006
- Vita beatae Cunegundis ducissae Regni Poloniae, filiae Bala, Hungariae Regis. Edita a Dlugosch Joanne Cracoviensis o Seniore Canonico D. 1474 ("Viața Sfintei Kinga" - păstrată în arhivele mănăstirii ordinului Sfintei Clara în Sącz)

## Opere despre manuscrisele lui Jan Długosz
- A. Kłodziński "Manuscrisele lui Długosz despre blazoanele poloneze", Biblioteca Ossolineum, 1843, Volumul 5
- J. Muczkowski "Noutăți despre manuscrisele lui Długosz" în colecția ", volumul 2, Cracovia 1851
- "Manuscrisul lui Długosz. Viața Sfintei Cunigunda". Przegląd Poznański, 1850, vol. 10, p. 755-756
- A. Bialecki "Manuscrisele lui Długosz la Sankt Petersburg din punct de vedere paleografic și bibliografic", Sankt Petersburg 1860
- A. Enumerarea Énumération et desription sommaire de 64 manuscrits, 6 fragments et 10 abrégés de l'histoire de Pologne de Jean Długosch, Kraków 1870, Cracovia 1870
- H. Zeissberg Die polnische Geschichtsschreibung des Mittelalters, Leipzig 1873,
- I. Polkowski cu lansarea Opera Omnia, Volumul 1, cf. art. ediții colectate
- W. Budka "Manuscris pierdut al istoriei lui Długosz," 1924 Exlibris
- H. Polaczkówna "Stemmata Polonica Długosz', Raportul Societății de Științe din Liov, Vol. 6 (1926)
- J. Dabrowski și K. Piotrowski "Polonica în străinătate. Țările dunărene", Nauka Polska, vol. 13 (1930), p. 75
- T. Kruszynski "Banderia Prutenoris furate",Tygodnik Powszechny, 1945, nr 22

## Opere colective
- Joannis Długosz senioris Canonici Cracoviensis Opera Omnia, A. Przezdziecki, Vol. 2-14, Cracovia 1878 - 1887, (Vol. 2-6 cu titlul Dziela Wszystkie includ: Istoria a douăsprezece cărți poloneze de  , K. Mecherzyńskiego, vol. 7-9 "Liber beneficiorum dioecesis Cracoviensis", vol. 10-14 "Historiae Polonicae Libri XII")
- Joannis Długosz senioris Canonici Cracoviensis Opera Omnia , Vol. 1, ed. I. Polkowski și Z. Pauli, Cracovia 1887, (include: Praefatio; Vita Joannis Dlugossii; Stanislai Vita, Vita Cunegundis; Vitae Episcoporum Poloniae; Vita Sbignei de Olesnica cardinalis; Clenodia, Banderia Prutenorum; Epistolae)
- Indice de Nominum ... complexit T. Żebrawski, Cracovia, 1887

## Scrisori
- 28 scrisori între 1447 și 1478, (inclusiv către Martin din Przemysl, Tadeu din Treviso, Zbigniew Oleśnicki, Jan Elgota, Stanislaus Łukawskiego), sunt publicate în: Codex epistolaris saeculi XV, Volumul 1, Partea. 2, ed. J. Szujski, Cracovia 1876, Volumul 2, ed. A. Lewicki, Cracovia 1891, Monumenta Historica Evi Media, Vol. 2, 12, scrisoare către Z. Oleśnicki mai 1450, republicată, I. Chrzanowski, S. Kot: Umanismul și Reforma în Polonia, Lviv 1927
- Către Michael, Bodzęcin, 1447, către tefan Hohenberg, Cracovia, 17 mai 1471, nedatate—către: Martin din Przemysl, Tadeu din Treviso, Zbigniew Oleśnicki, ed. M. Wiszniewski "Istoria literaturii poloneze", Vol. 4, Cracovia, 1842, pp. 72–81, 117-121, 158-160
- Pentru Zbigniew Oleśnicki, Index lectionum în Universitate ... Jagel, 1834/5

## Lucrări cu atribuire incertă
- Vita Sbignei de Olesnica cardinalis